# Andrew P. Happer
Andrew Patton Happer (* 20. Oktober 1818 bei Monongahela, Pennsylvania; † 27. Oktober 1894 in Wooster, Ohio) war ein amerikanischer presbyterianischer Missionar in China.

## Leben
Happer erhielt seine Ausbildung am Jefferson College, Canonsburg. Ab 1835 arbeitete er für fünf Jahre als Lehrer. 
Danach studierte er noch einmal Theologie am Western Theological Seminary in Pittsburgh (1840–1843) und Medizin an der University of Pennsylvania (1843–1844). 1844 reiste er aus nach China und ließ sich in der Nähe von Canton nieder.
Er arbeitete als Evangelist, Mediziner und Lehrer. Die evangelistische Arbeit ging nur langsam voran, während die beiden anderen Bereiche florierten. Innerhalb von zehn Jahren errichtete er zwei Krankenstationen, in denen jährlich 10.000 Patienten versorgt wurden. 1854 übergab er die medizinische Arbeit an John G. Ken und konzentrierte sich auf die Bildungsarbeit.
In den 1850ern gründete er mehrere Schulen und eine Ausbildungsstätte für Pastoren und Lehrer. Außerdem war er Mitglied im China-weit arbeitenden Committee zur Revision der Chinesischen Bibel, war Vorsitzender des Herausgeber-Komitees der Presbyterian Press in Shanghai, und Herausgeber des Chinese Recorder (1880–1884). 1862 richtete er die erste Presbyterian Church in Kanton ein und diente dort als Pastor. Happers Bildungsarbeit erlebte 1886 ihren Höhepunkt, als er das Canton Christian College gründete, aus dem das Lingnan College hervorging. 
1891 kehrte er nach Amerika zurück.

## Familie
Happer war dreimal verheiratet. 1847 heiratete er Elizabeth Ball († 1864), mit der er fünf Kinder hatte. Als seine Frau verstorben war, heiratete er 1869 A. L. Elliott († 1873) und 1875 Hannah J. Shaw. Sein Sohn Andrew Patton Happer, Jr. studierte an der Princeton University, arbeitete später beim Zoll in China und starb 1897 an Hydrophobia in China.